# GET-ligaen 2008/09
Die Saison 2008/09 war die insgesamt 70. Austragung der norwegischen Eishockeyliga und die dritte unter der Bezeichnung GET-ligaen. Titelverteidiger waren die Storhamar Dragons, die jedoch bereits im Semifinale ausschieden. Neuer Meister wurde mit einem Finalsieg über die Sparta Warriors Vålerenga Ishockey.

## Teilnehmerfeld und Modus
Die Gesamtzahl der Teilnehmer blieb mit zehn verglichen mit der Vorsaison unverändert, jedoch gab es eine Veränderung in der Zusammensetzung. Nach einer miserablen Vorsaison wurden die Trondheim Black Panthers aufgelöst. In den Playdowns hatte sich Stjernen den Klassenerhalt gesichert. Mit Lørenskog IK stieg eine Mannschaft aus der 1. divisjon, die schließlich den freigewordenen Platz der Panthers übernahm.
Gespielt wurde im Grunddurchgang eine zweieinhalbfache Hin- und Rückrunde, was insgesamt fünfundvierzig Spiele für jede Mannschaft ergab. Es folgten Playoffs bestehend aus Viertelfinale, Halbfinale und Finale, die jeweils im Best-of-Seven-Modus ausgetragen wurden.

## Grunddurchgang

### Tabelle nach dem Grunddurchgang
Die Tabelle spiegelt nicht ganz die sportlichen Umstände wider, da es einige Strafverifizierungen gab. Vålerenga Ishockey wurden wegen unsportlichen Verhaltens drei Punkte vom Spiel gegen die Sparta Warriors am 5. Oktober 2008 abgezogen. Bereits während des Spieles waren insgesamt 103 Strafminuten (darunter mehrere Matchstrafen) gegen den Club aus Oslo ausgesprochen worden. Stjernen und IK Comet mussten jeweils Punkteabzüge in Höhe von 15 respektive zehn Punkten aufgrund ihrer desolaten wirtschaftlichen Niederlage hinnehmen.
|    | Mannschaft         | Sp | S  | OTS | SOS | OTN | SON | N  | Pkt | %  | T   | GT  | Str  | Heim     | Gast      |
| -- | ------------------ | -- | -- | --- | --- | --- | --- | -- | --- | -- | --- | --- | ---- | -------- | --------- |
| 1  | Sparta Warriors    | 45 | 28 | 2   | 2   | 2   | 1   | 10 | 95  | 70 | 172 | 101 | 810  | 17-3-0-3 | 11-1-3-7  |
| 2  | Vålerenga Ishockey | 45 | 28 | 1   | 1   | 1   | 3   | 11 | 89  | 66 | 180 | 95  | 881  | 16-2-1-4 | 12-0-3-7  |
| 3  | Lillehammer IK     | 45 | 23 | 1   | 7   | 1   | 0   | 13 | 86  | 64 | 159 | 106 | 936  | 14-3-1-4 | 9-5-0-9   |
| 4  | Stavanger Oilers   | 45 | 26 | 1   | 1   | 1   | 1   | 15 | 84  | 62 | 148 | 117 | 764  | 18-0-1-3 | 8-2-1-12  |
| 5  | Storhamar Dragons  | 45 | 19 | 2   | 0   | 0   | 5   | 19 | 66  | 49 | 137 | 121 | 572  | 13-1-1-8 | 6-1-4-11  |
| 6  | Stjernen           | 45 | 24 | 0   | 2   | 2   | 2   | 15 | 65  | 48 | 166 | 143 | 780  | 13-2-2-5 | 11-0-2-10 |
| 7  | Frisk Tigers       | 45 | 14 | 5   | 3   | 1   | 3   | 19 | 62  | 46 | 129 | 144 | 856  | 8-5-2-8  | 6-3-2-11  |
| 8  | Lørenskog IK       | 45 | 16 | 2   | 1   | 3   | 3   | 20 | 60  | 44 | 142 | 155 | 871  | 9-0-5-8  | 7-3-1-12  |
| 9  | IK Comet           | 45 | 9  | 1   | 1   | 1   | 2   | 31 | 24  | 18 | 100 | 174 | 1062 | 6-1-3-13 | 3-1-0-18  |
| 10 | Furuset Ishockey   | 45 | 3  | 0   | 2   | 3   | 0   | 37 | 6   | 4  | 79  | 256 | 956  | 3-0-2-17 | 0-2-1-20  |

Abkürzungen: Sp = Spiele, S = Siege, OTS = Siege nach Verlängerung, SOS = Siege nach Penaltyschießen, OTN = Niederlagen nach Verlängerung, SON = Niederlagen nach Penaltyschießen, N = Niederlagen, Pkt = Punkte, T = Tore, GT = Gegentore, Str = Strafen, (M) = Titelverteidiger

Erläuterungen:

### Statistiken

#### Topscorer
| Rang | Spieler                | Team        | GP | G  | A  | PTS | +/- | PIM | PPG | PPA | SHG | SHA | GWG | SOG | SG%  |
| ---- | ---------------------- | ----------- | -- | -- | -- | --- | --- | --- | --- | --- | --- | --- | --- | --- | ---- |
| 1    | Henric Höglund         | Stjernen    | 45 | 36 | 33 | 69  | +27 | 89  | 9   | 10  | 5   | 1   | 5   | 267 | .135 |
| 2    | Henrik Malmström       | Sparta      | 42 | 25 | 37 | 62  | +20 | 26  | 10  | 16  | 0   | 0   | 3   | 158 | .158 |
| 3    | Tomi Pöllänen          | Lillehammer | 42 | 28 | 29 | 57  | +16 | 85  | 10  | 14  | 2   | 1   | 5   | 205 | .137 |
| 4    | Tim Konsorada          | Lillehammer | 44 | 27 | 29 | 56  | +26 | 16  | 7   | 11  | 2   | 1   | 7   | 147 | .184 |
| 5    | Jonas Solberg Andersen | Sparta      | 42 | 18 | 37 | 55  | +21 | 30  | 9   | 20  | 0   | 0   | 4   | 168 | .107 |
| 6    | Blake Evans            | Vålerenga   | 44 | 24 | 30 | 54  | +28 | 76  | 8   | 12  | 1   | 1   | 7   | 180 | .133 |
| 7    | Yvan Busque            | Lørenskog   | 43 | 20 | 34 | 54  | +9  | 120 | 5   | 12  | 3   | 1   | 2   | 139 | .144 |
| 8    | Brendan Brooks         | Oilers      | 45 | 24 | 28 | 52  | +6  | 66  | 4   | 14  | 1   | 0   | 6   | 220 | .109 |
| 9    | Johan Olsson           | Stjernen    | 43 | 9  | 42 | 51  | +28 | 18  | 3   | 10  | 1   | 2   | 1   | 78  | .115 |
| 10   | Alexander Larsson      | Frisk       | 43 | 22 | 28 | 50  | +2  | 73  | 9   | 15  | 0   | 2   | 6   | 211 | .104 |

#### Torhüter
| Rang | Spieler            | Team        | GP | MIP     | W  | T | L  | SO | GA  | GAA  | SVS  | SVS% |
| ---- | ------------------ | ----------- | -- | ------- | -- | - | -- | -- | --- | ---- | ---- | ---- |
| 1    | Tommy Johansen     | Oilers      | 13 | 592:11  | 6  | 0 | 2  | 3  | 19  | 1.93 | 252  | 93.0 |
| 2    | Patrick DesRochers | Vålerenga   | 44 | 2640:34 | 28 | 0 | 15 | 5  | 89  | 2.02 | 960  | 91.5 |
| 3    | Phil Osaer         | Sparta      | 42 | 2518:19 | 26 | 0 | 12 | 6  | 89  | 2.12 | 985  | 91.7 |
| 4    | Zdenek Kucírek     | Lillehammer | 13 | 776:15  | 9  | 0 | 4  | 3  | 28  | 2.16 | 360  | 92.8 |
| 5    | David Rautio       | Lillehammer | 32 | 1952:59 | 17 | 0 | 10 | 2  | 75  | 2.30 | 931  | 92.5 |
| 6    | Ruben Smith        | Storhamar   | 33 | 1893:56 | 13 | 0 | 17 | 4  | 74  | 2.34 | 879  | 92.2 |
| 7    | André Lysenstøen   | Oilers      | 32 | 1805:37 | 20 | 0 | 12 | 1  | 80  | 2.66 | 760  | 90.5 |
| 8    | Jimmy Danielsson   | Frisk       | 41 | 2442:46 | 15 | 0 | 19 | 3  | 112 | 2.75 | 1141 | 91.1 |
| 9    | Pål Grotnes        | Stjernen    | 38 | 2074:39 | 19 | 0 | 14 | 1  | 102 | 2.95 | 980  | 90.6 |
| 10   | Jonas Norgren      | Storhamar   | 14 | 769:26  | 6  | 0 | 6  | 1  | 38  | 2.96 | 407  | 91.5 |

## Playoffs
Nachdem mit den Storhamar Dragons die Titelverteidiger bereits im Halbfinale ausgeschieden waren, trafen im Finale die Sparta Warriors auf Vålerenga Ishockey. Letztere hatten in den Jahren 2005 bis 2007 ihre letzten drei Titel gefeiert, während die Warriors zuletzt 1989 Meister geworden waren. Obwohl Sparta ihre Halbfinalserie souveräner bestritten hatten, gerieten sie im Finale schnell mit 0:3 Siegen in Rückstand. Mit zwei Overtime-Siegen konnten sie die Niederlage noch hinauszögern, unterlagen aber schließlich im sechsten Spiel mit 0:1. Das alles entscheidende Tor erzielte Kenneth Larsen im zweiten Drittel; Patrick DesRochers erspielte sich das zweite Shutout der Saison-Playoffs.

### Playoffbaum
| Viertelfinale | Viertelfinale     | Viertelfinale      |   |                    | Halbfinale | Halbfinale | Halbfinale |  |  | Finale | Finale | Finale |
|               |                   |                    |   |                    |            |            |            |  |  |        |        |        |
| 1             | Sparta Warriors   | 4                  |   |                    |            |            |            |  |  |        |        |        |
| 8             | Lørenskog IK      | 1                  |   |                    |            |            |            |  |  |        |        |        |
| 8             | Lørenskog IK      | 1                  | 1 | Sparta Warriors    | 4          |            |            |  |  |        |        |        |
|               |                   |                    | 1 | Sparta Warriors    | 4          |            |            |  |  |        |        |        |
|               | 5                 | Storhamar Dragons  | 0 |                    |            |            |            |  |  |        |        |        |
| 4             | 5                 | Storhamar Dragons  | 0 | Stavanger Oilers   | 2          |            |            |  |  |        |        |        |
| 4             |                   |                    |   | Stavanger Oilers   | 2          |            |            |  |  |        |        |        |
| 5             | Storhamar Dragons | 4                  |   |                    |            |            |            |  |  |        |        |        |
| 5             | Storhamar Dragons | 4                  | 1 | Sparta Warriors    | 2          |            |            |  |  |        |        |        |
|               |                   |                    |   | Sparta Warriors    | 2          |            |            |  |  |        |        |        |
|               | 2                 | Vålerenga Ishockey | 4 |                    |            |            |            |  |  |        |        |        |
| 2             | 2                 | Vålerenga Ishockey | 4 | Vålerenga Ishockey | 4          |            |            |  |  |        |        |        |
| 2             |                   |                    |   | Vålerenga Ishockey | 4          |            |            |  |  |        |        |        |
| 7             | Frisk Tigers      | 1                  |   |                    |            |            |            |  |  |        |        |        |
| 7             | Frisk Tigers      | 1                  | 2 | Vålerenga Ishockey | 4          |            |            |  |  |        |        |        |
|               |                   |                    | 2 | Vålerenga Ishockey | 4          |            |            |  |  |        |        |        |
|               | 6                 | Stjernen Hockey    | 2 |                    |            |            |            |  |  |        |        |        |
| 3             | 6                 | Stjernen Hockey    | 2 | Lillehammer IK     | 2          |            |            |  |  |        |        |        |
| 3             |                   |                    |   | Lillehammer IK     | 2          |            |            |  |  |        |        |        |
| 6             | Stjernen Hockey   | 4                  |   |                    |            |            |            |  |  |        |        |        |

### Viertelfinale
| Serie                                        | Endstand | Spiel 1   | Spiel 2 | Spiel 3 | Spiel 4 | Spiel 5 | Spiel 6 | Spiel 7 |
| -------------------------------------------- | -------- | --------- | ------- | ------- | ------- | ------- | ------- | ------- |
| Sparta Warriors (1) – Lørenskog IK (8)       | 4:1      | 2:1 n. V. | 2:5     | 4:2     | 7:2     | 3:2     | –       | –       |
| Stavanger Oilers (4) – Storhamar Dragons (5) | 2:4      | 2:3 n. V. | 2:3     | 1:2     | 7:0     | 6:3     | 0:3     | –       |
| Vålerenga Ishockey (2) – Frisk Tigers (7)    | 4:1      | 0:3       | 5:1     | 6:2     | 7:1     | 2:1     | –       | –       |
| Lillehammer IK (3) – Stjernen (6)            | 2:4      | 1:4       | 5:4     | 1:3     | 2:3     | 3:0     | 1:2     | –       |

### Halbfinale
| Serie                                       | Endstand | Spiel 1 | Spiel 2   | Spiel 3 | Spiel 4 | Spiel 5 | Spiel 6 | Spiel 7 |
| ------------------------------------------- | -------- | ------- | --------- | ------- | ------- | ------- | ------- | ------- |
| Sparta Warriors (1) – Storhamar Dragons (5) | 4:0      | 3:2     | 1:0       | 2:0     | 3:1     | –       | –       | –       |
| Vålerenga Ishockey (2) – Stjernen (6)       | 4:2      | 3:1     | 2:1 n. V. | 1:7     | 4:1     | 0:3     | 5:1     | –       |

### Finale
| Serie                                        | Endstand | Spiel 1 | Spiel 2 | Spiel 3 | Spiel 4   | Spiel 5   | Spiel 6 | Spiel 7 |
| -------------------------------------------- | -------- | ------- | ------- | ------- | --------- | --------- | ------- | ------- |
| Sparta Warriors (1) – Vålerenga Ishockey (2) | 2:4      | 2:5     | 0:2     | 1:2     | 3:2 n. V. | 5:4 n. V. | 0:1     | –       |

### Statistiken

#### Topscorer
| Rang | Spieler           | Team      | GP | G | A  | PTS | +/- | PIM | PPG | PPA | SHG | SHA | GWG | SOG | SG%  |
| ---- | ----------------- | --------- | -- | - | -- | --- | --- | --- | --- | --- | --- | --- | --- | --- | ---- |
| 1    | Knut Henrik Spets | Vålerenga | 17 | 7 | 10 | 17  | +1  | 10  | 3   | 6   | 0   | 0   | 1   | 66  | .106 |
| 2    | Lars-Erik Spets   | Vålerenga | 17 | 6 | 11 | 17  | +7  | 14  | 2   | 5   | 1   | 0   | 0   | 43  | .140 |
| 3    | Anders Fredriksen | Vålerenga | 17 | 4 | 13 | 17  | +1  | 10  | 3   | 8   | 0   | 0   | 0   | 30  | .133 |
| 4    | Blake Evans       | Vålerenga | 17 | 8 | 6  | 14  | +8  | 26  | 3   | 1   | 0   | 1   | 4   | 68  | .118 |
|      | Henric Höglund    | Stjernen  | 12 | 8 | 6  | 14  | +5  | 18  | 1   | 3   | 0   | 0   | 1   | 66  | .121 |

#### Torhüter
| Rang | Spieler            | Team        | GP | MIP     | W  | L | SO | GA | GAA  | SVS | SVS% |
| ---- | ------------------ | ----------- | -- | ------- | -- | - | -- | -- | ---- | --- | ---- |
| 1    | Patrick DesRochers | Vålerenga   | 17 | 1043:07 | 12 | 5 | 2  | 30 | 1.73 | 386 | 92.8 |
| 2    | Phil Osaer         | Sparta      | 15 | 911:52  | 10 | 5 | 2  | 31 | 2.04 | 390 | 92.6 |
| 3    | Jonas Fransson     | Oilers      | 6  | 361:30  | 2  | 4 | 1  | 13 | 2.16 | 166 | 92.7 |
| 4    | Pål Grotnes        | Stjernen    | 12 | 747:07  | 6  | 6 | 1  | 27 | 2.17 | 350 | 92.8 |
| 5    | David Rautio       | Lillehammer | 6  | 359:13  | 2  | 4 | 1  | 15 | 2.51 | 187 | 92.6 |

## Kader des norwegischen Meisters
| Norwegischer Meister Vålerenga Ishockey | Torhüter: Patrick DesRochers, Tommy Lund Verteidiger: Jan André Aasland, Alexander Bonsaksen, Brede Csiszar, Andreas Frisk, Jonas Gabrielsen, Regan Kelly, Patrich Kolsrud, Lars Erik Lund, Patrik Molberg Angreifer: Adrian Wold Aambø, Johnny Bruun, Blake Evans, Anders Fredriksen, Stian Granli, Raimond Hesler, Kenneth Larsen, Patrick Lund Nilsen, Gavin Morgan, Alexander Nervik, Kjell Richard Nygård, Jonas Oppøyen, Knut Henrik Spets, Lars-Erik Spets, Andreas Stene, Christian Thinn, Steffen Thoresen, Mathias Trygg Cheftrainer: |

## Playdowns
In den Playdowns traten IK Comet und Furuset Ishockey gegen die Kongsvinger Knights und Manglerud Star aus der 1. divisjon an. Während IK Comet sich den Klassenerhalt sichern konnte, verlor Furuset seinen Platz in der ersten Liga an Manglerud.
|   | Mannschaft          | Sp | S | N | U | OTS | OTN | T  | GT | Pkt |
| - | ------------------- | -- | - | - | - | --- | --- | -- | -- | --- |
| 1 | IK Comet            | 6  | 6 | 0 | 0 | 0   | 0   | 33 | 12 | 18  |
| 2 | Manglerud Star      | 6  | 4 | 2 | 0 | 0   | 0   | 33 | 19 | 12  |
| 3 | Kongsvinger Knights | 6  | 1 | 5 | 0 | 0   | 0   | 17 | 33 | 3   |
| 4 | Furuset Ishockey    | 6  | 1 | 5 | 0 | 0   | 0   | 13 | 32 | 3   |